# Marvin Bracy
Marvin Bracy (Orlando, 15 december 1993) is een Amerikaanse sprinter. Hij nam eenmaal deel aan de Olympische Spelen.

## Biografie
In 2014 nam Bracy deel aan de wereldindoorkampioenschappen in Sopot (Polen). In de finale van de 60 m  behaalde Bracy de zilveren medaille achter de Brit Richard Kilty.
In 2016 nam Bracy deel aan de Olympische Spelen in Rio de Janeiro. In de eerste halve finale eindigde Bracy op de zesde plaats, waarmee hij zich niet kon kwalificeren voor de finale. In 2022 behaalde Bracy brons op de WK indoor en zilver op de WK in Eugene.

## Titels
- World Relays kampioen 4 × 100 m - 2017
- Amerikaans indoorkampioen 60 m - 2014, 2015, 2016, 2020
- Pan-Amerikaans kampioen U20 100 m - 2011
- Pan-Amerikaans kampioen U20 4 × 100 m - 2011

## Persoonlijke records
Outdoor
| Onderdeel | Prestatie          | Datum         | Plaats   |
| --------- | ------------------ | ------------- | -------- |
| 100 m     | 9,85 s (+ 1,5 m/s) | 5 juni 2021   | Miramar  |
| 200 m     | 20,55 s (−0,3 m/s) | 26 april 2014 | Clermont |

Indoor
| Onderdeel | Prestatie | Datum           | Plaats      |
| --------- | --------- | --------------- | ----------- |
| 55 m      | 6,08 s    | 29 januari 2012 | Gainesville |
| 60 m      | 6,44 s    | 19 maart 2022   | Belgrado    |

## Palmares

### 60 m
- 2014:  Amerikaanse indoorkamp. - 6,48 s
- 2014:  WK indoor - 6,51 s
- 2015:  Amerikaanse indoorkamp. - 6,55 s
- 2016:  Amerikaanse indoorkamp. - 6,51 s
- 2016: 7e WK indoor - 6,56 s
- 2020:  Amerikaanse indoorkamp. - 6,49 s
- 2022:  WK indoor - 6,44 s

### 100 m
- 2011:  Pan-Amerikaanse kamp.U20 te Miramar (Fl.) - 10,09 s
- 2013:  Klaverblad Arena Games - 10,18 s
- 2016: 6e in ½ fin. OS - 10,08 s
- 2022:  WK - 9,88 s

### 4 × 100 m
- 2010:  WK U20 - 38,93 s[1]
- 2011:  Pan-Amerikaanse kamp.U20 - 39,43 s
- 2017:  World Relays te Nassau - 38,22 s
- 2022:  WK - 37,55 s